# St. Peter und Paul (Lindenfels)

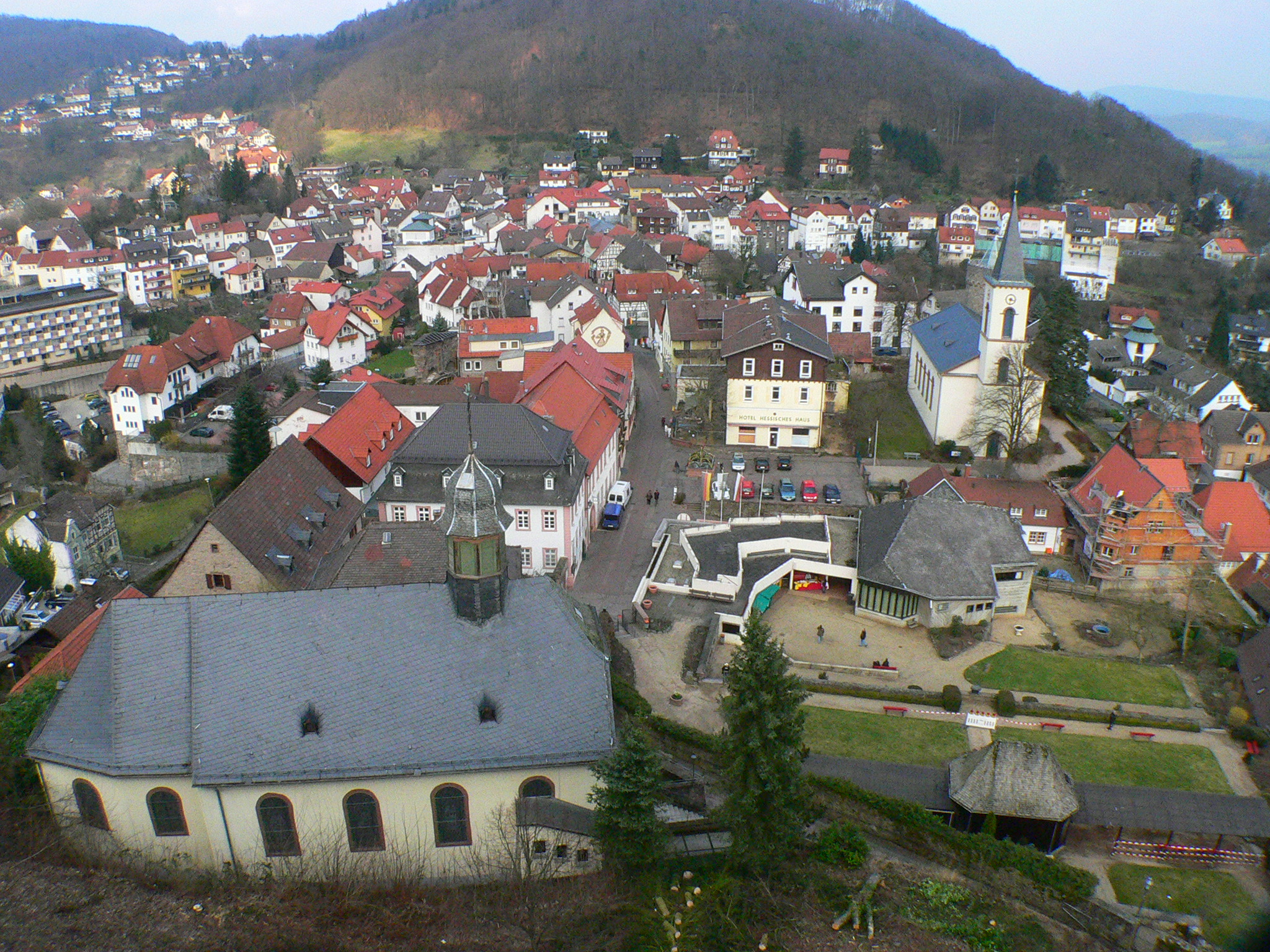
Blick vom Burgberg auf Lindenfels; im Vordergrund St. Peter und Paul, hinten rechts die evangelische Kirche

St. Peter und Paul ist eine katholische Pfarrkirche in Lindenfels im Landkreis Bergstraße in Hessen. Obwohl erst 1745 geweiht, ist sie die älteste Kirche der Stadt.

## Geschichte
Eine katholische Gemeinde bildete sich in Lindenfels erst nach der Wiederzulassung von Katholiken in der Kurpfalz 1685. Die Katholiken nutzten zunächst die seit der Reformation aufgegebene Burgkapelle der Burg Lindenfels, bevor sie ab 1727 am Aufgang zur Burg auf einem eigens dafür befestigten Plateau eine eigene Kirche zu errichten begannen. Der Kirchenbau wurde über von Kurfürst Karl III. Philipp genehmigte Kollekten, über Frondienst und über Strafgelder finanziert und zog sich über Jahre. 1732 war der Rohbau fertig, 1745 wurde die Kirche geweiht. 1893 wurde eine Sakristei an die Kirche angebaut, 1896 wurden die Fenster verändert. Eine umfangreiche Renovierung fand 1974 statt.

## Beschreibung
Die Kirche ist ein äußerlich schlichter rechteckiger Bau mit Krüppelwalmdach, aufgesetzt ist ein achteckiger Dachreiter. Die einschiffige Kirche weist einen etwas erhöht liegenden, eingezogenen Chor mit 5/8-Schluss auf. Über dem Eingang ist eine Empore eingezogen, auf der sich die 1757 angeschaffte Orgel befindet.
Die Kirche ist wegen des begrenzten Platzes am Burgberg nicht traditionell nach Osten, sondern nach Nordwesten ausgerichtet.

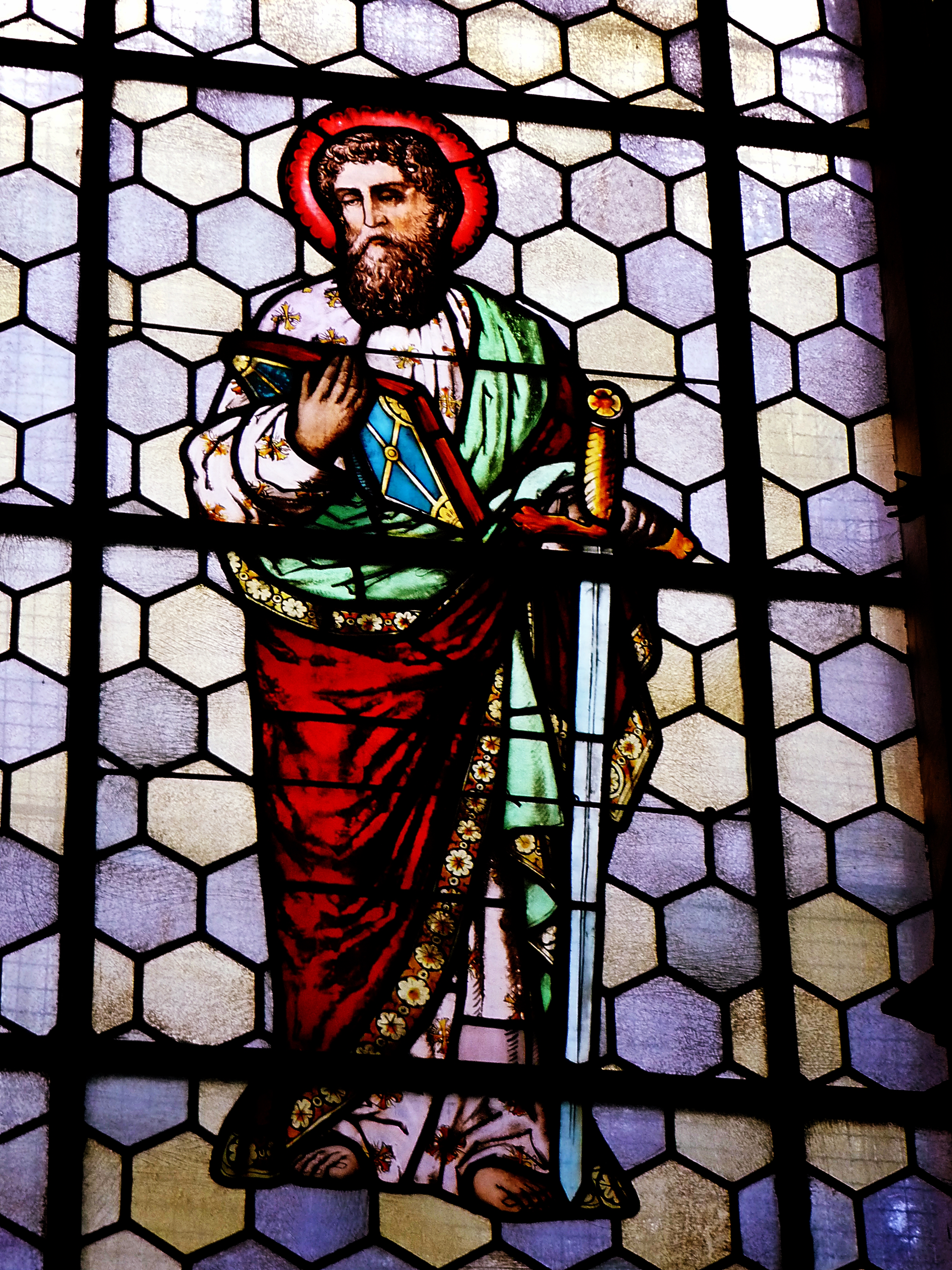
Fenster mit Darstellung des Apostel Paulus
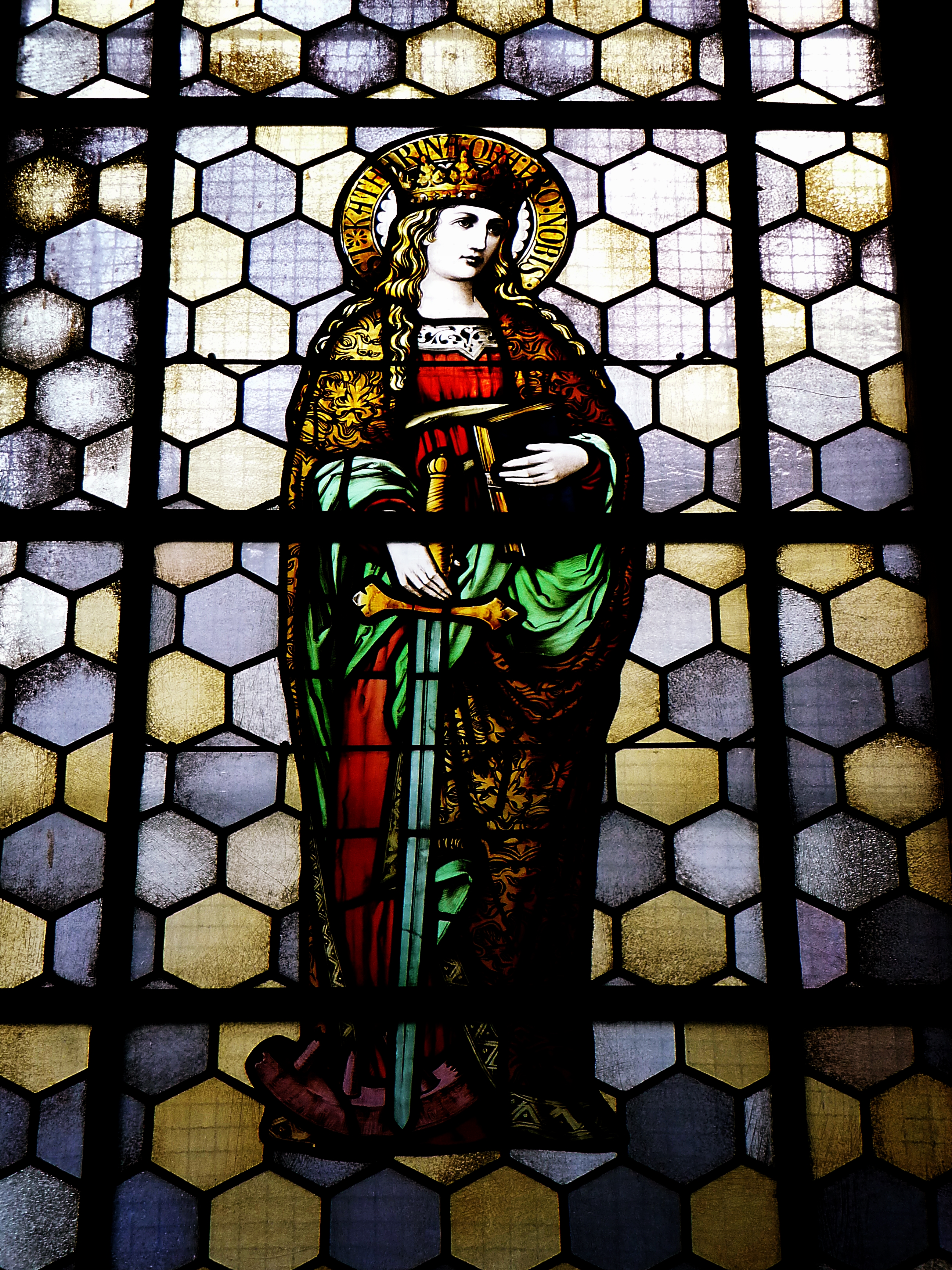
Fenster mit Darstellung der Heiligen Katharina
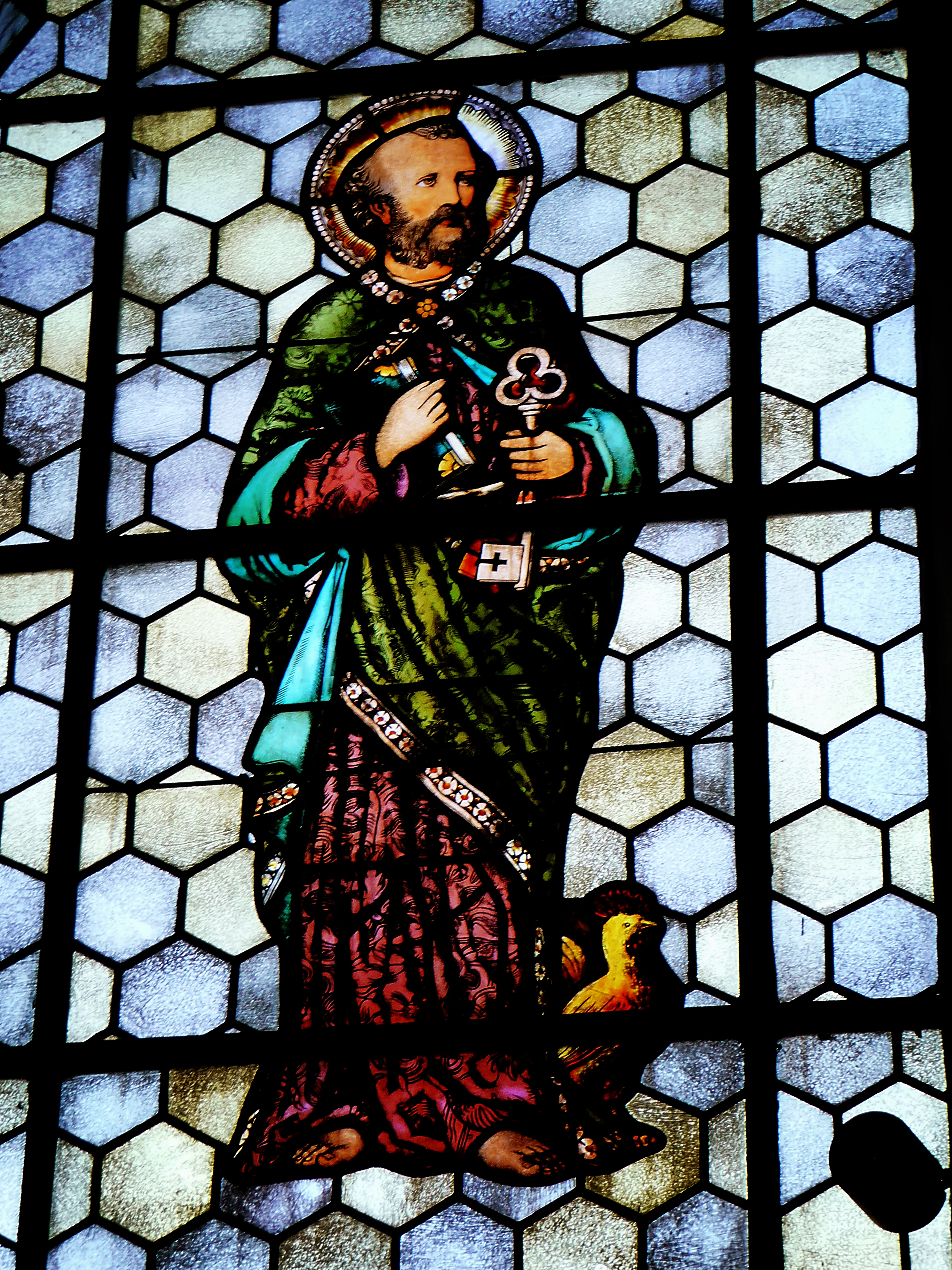
Fenster mit Darstellung des Petrus
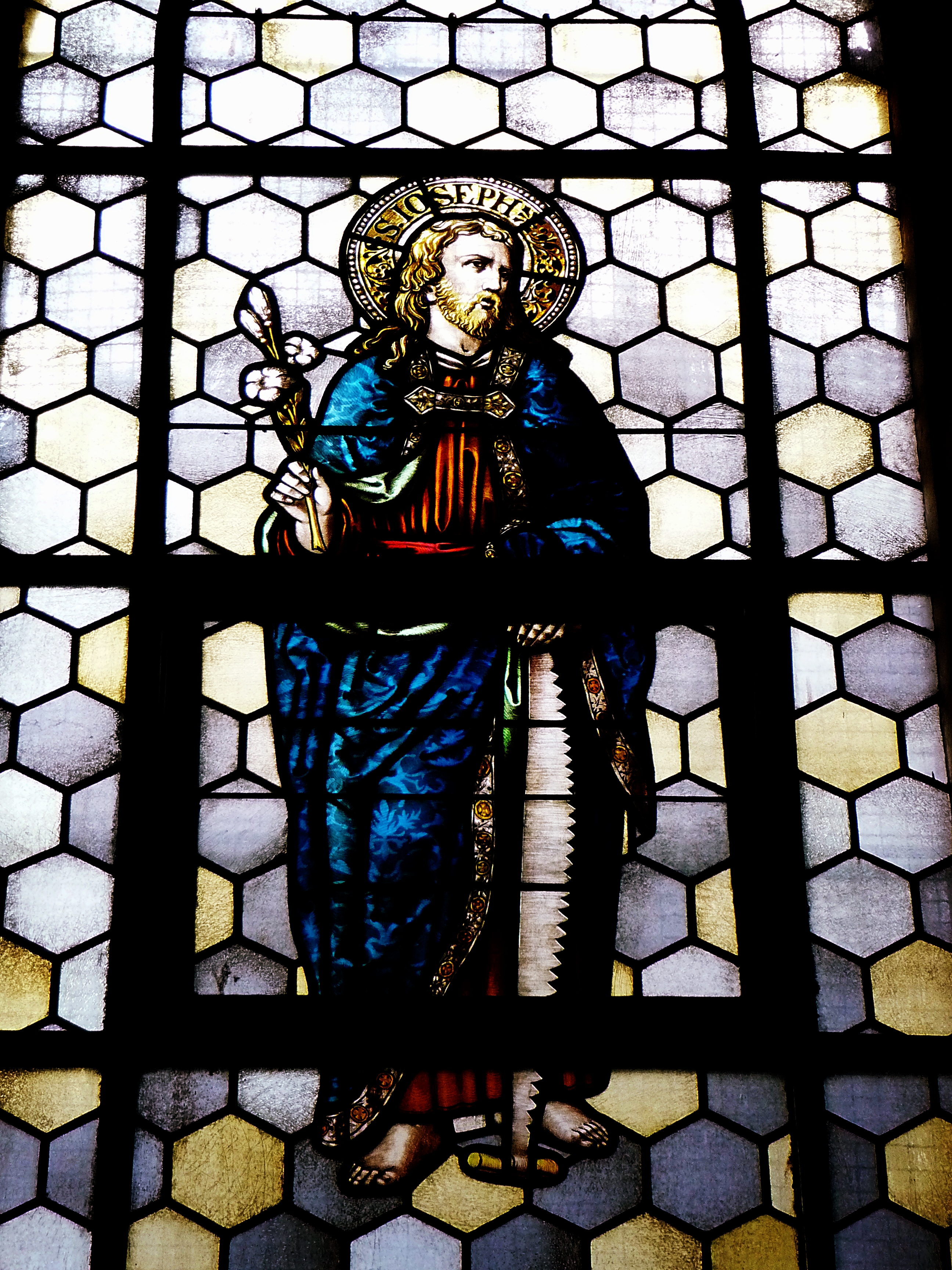
Fenster mit Darstellung des Heiligen Joseph
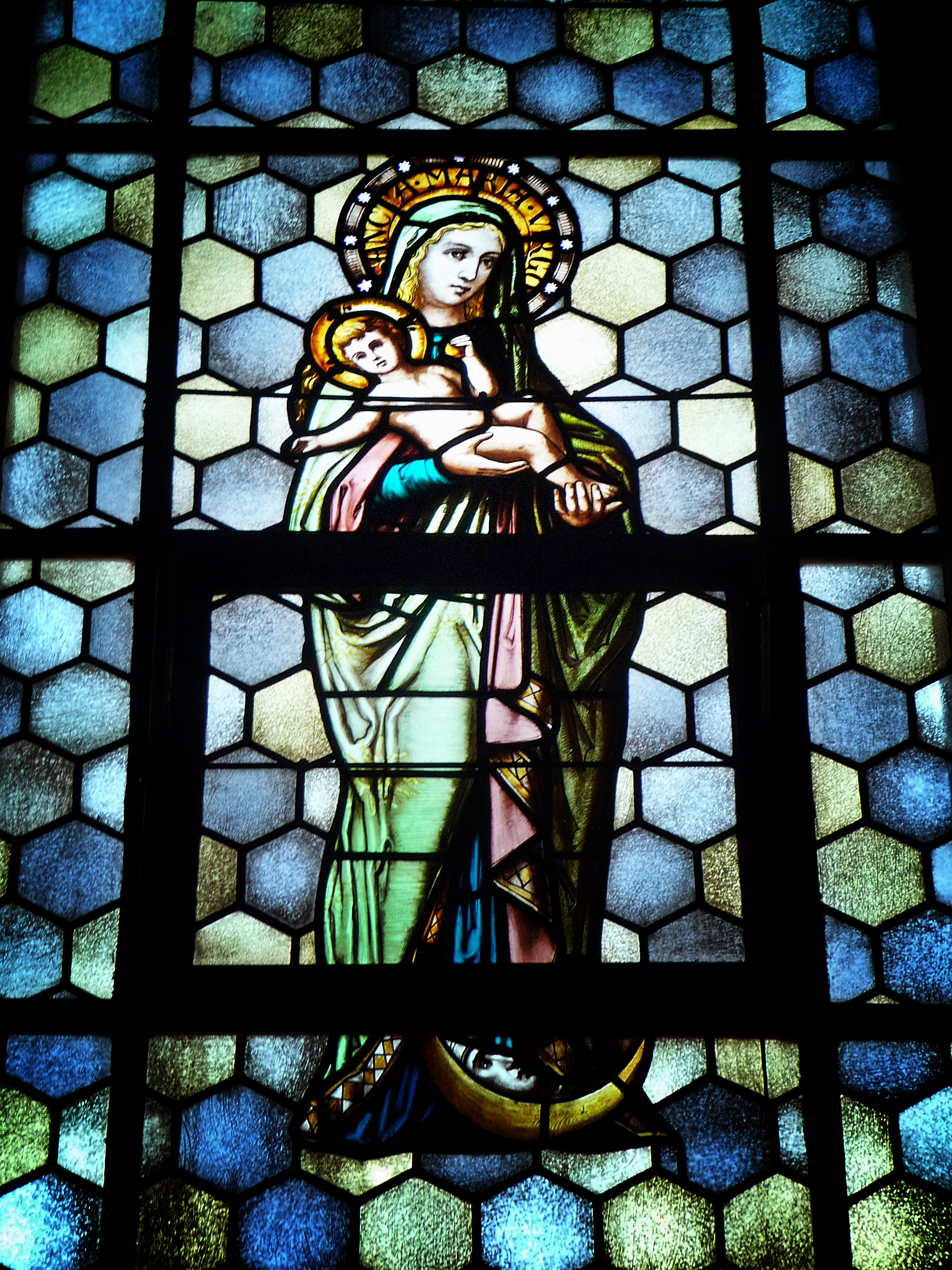
Fenster mit Darstellung der Heiligen Maria
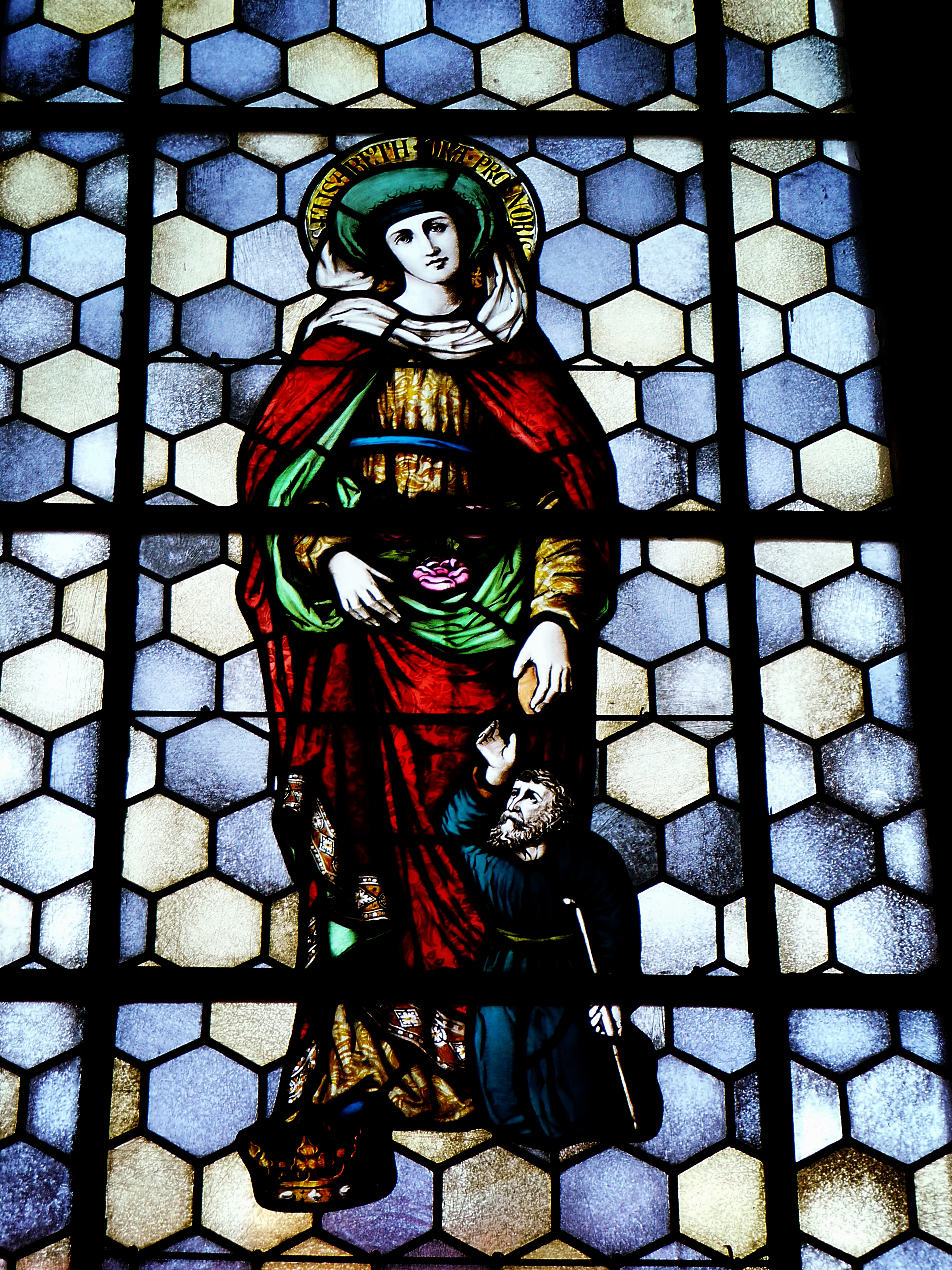
Fenster mit Darstellung der heiligen Elisabeth